# Hărman (Brașov)
Harman (en dialecte saxó Huntschprich, en alemany Honigberg, en hongarès Szászhermány, en llatí Mons Mellis) és el poble de residència de la comuna del mateix nom al comtat de Brașov, Transsilvània (Romania).
La localitat Hărman es troba a Ţara Bârsei, a aprox. 10 km a l'est de Brașov. És coneguda sobretot per la seva impressionant església fortificada.

## Històric

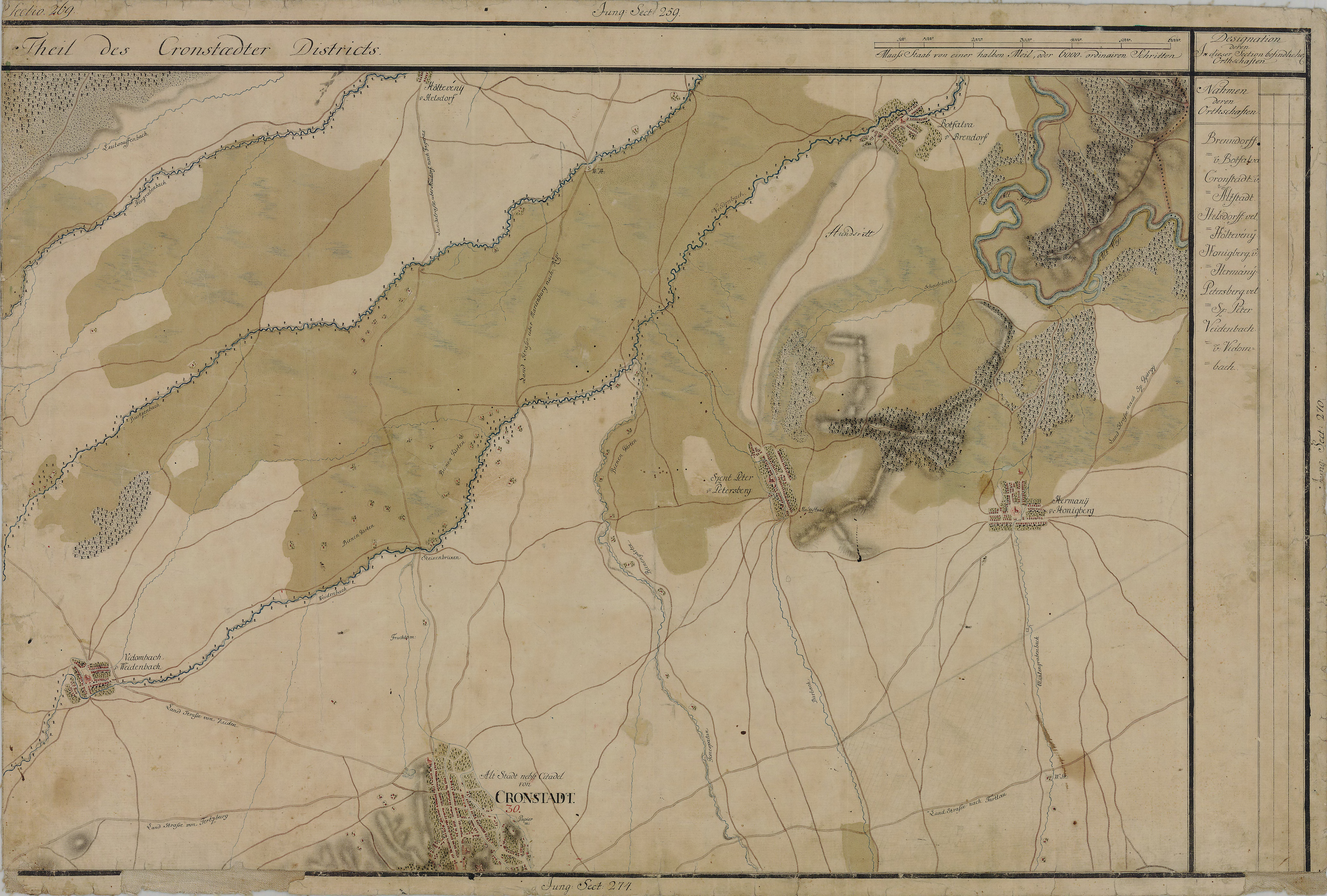
Harman al mapa josefí de Transsilvània, 1769 - 1773

La història de la ciutadella Harman està lligada a la presència de l'Ordre dels Cavallers Teutònics a la Terra de Bârsa a les primeres dècades del segle XIII a Feldioara, Prejmer, Râșnov i Sânpetru. Tanmateix, la primera atestació documental de l'assentament data del 21 de març de 1240, 15 anys després de l'expulsió dels cavallers teutons d'aquests territoris. En un document escrit aleshores, el rei Béla IV diu que han decidit donar al sant i venerable convent del monestir cistercenc, com a ajuda per les seves despeses, que es faran cada any en benefici públic, del capítol de tot l'ordre, algunes esglésies de Ţara Bârsei a les parts de Transsilvània.
És a dir, decideixen contribuir a la fortalesa Feldioara (Castrum Sanctae Mariae), Sânpetru (Sancti Petri), la Muntanya Hărman (Mons Mellis) i Prejmer (Tartilleri) amb tots els ingressos, drets i aquells relacionats amb ells... A més dels fragments de pintura a l'interior de l'església o als ampits de les finestres, es pot trobar un important conjunt de pintures en una capella de la torre de llevant. La pintura aquí, realitzada entre 1460 i 1470, va ser coberta amb calç després de la Reforma i netejada als anys vint del segle xx. La iconografia d'aquest quadre es destaca per una notable síntesi entre la pintura occidental i la romana d'Orient. El tema dominant d'aquest conjunt és el Judici Final. Altres escenes estan inspirades en la vida de la Mare de Déu, però també hi ha figures de sants apòstols, així com l'escena de la Crucifixió de Jesús de Natzaret.

## L'església

Model per a l'església fortificada de Harman

Probablement, l'any 1240, quan va ser presa pels cistercencs de Cârța, es va construir la basílica romànica de tres naus. D'aquesta etapa es conserven la majoria dels elements constructius. L'interior de l'església és força heterogeni, de manera que a més dels elements cistercencs (les finestres de quatre lòbuls travessats sobre les d'arcs trencats) es conserven una sèrie d'elements d'altres èpoques diverses. La nau central, coberta originàriament amb un sostre, va ser voltada l'any 1595, després d'un incendi que va devastar tant la comuna com la fortalesa. Els col·laterals van ser posats inicialment en creu, i l'arc de triomf de mig punt es va transformar en arc trencat amb la volta de la nau. El costat de llevant té un bonic portal d'arc trilobat d'estil gòtic tardà. El cor manté la volta de creueria original, i l'absis una volta de mitja volta. En un principi, el cor estava flanquejat per dues capelles cistercenques destinades a la pregària dels monjos, però al segle XV la capella del nord es va transformar en sagristia. Està adovellat al bressol amb penetracions i nervadures de terracota. La volta s'aixeca de les consoles en forma de caps d'homes amb bigoti i dones amb la boca mig oberta. Visible avui només de manera fragmentària, als murs longitudinals de la nau, però també a l'est, el fresc cobria tota l'església fins just sota el sostre. El portal principal és a la façana de ponent i és d'estil gòtic tardà.

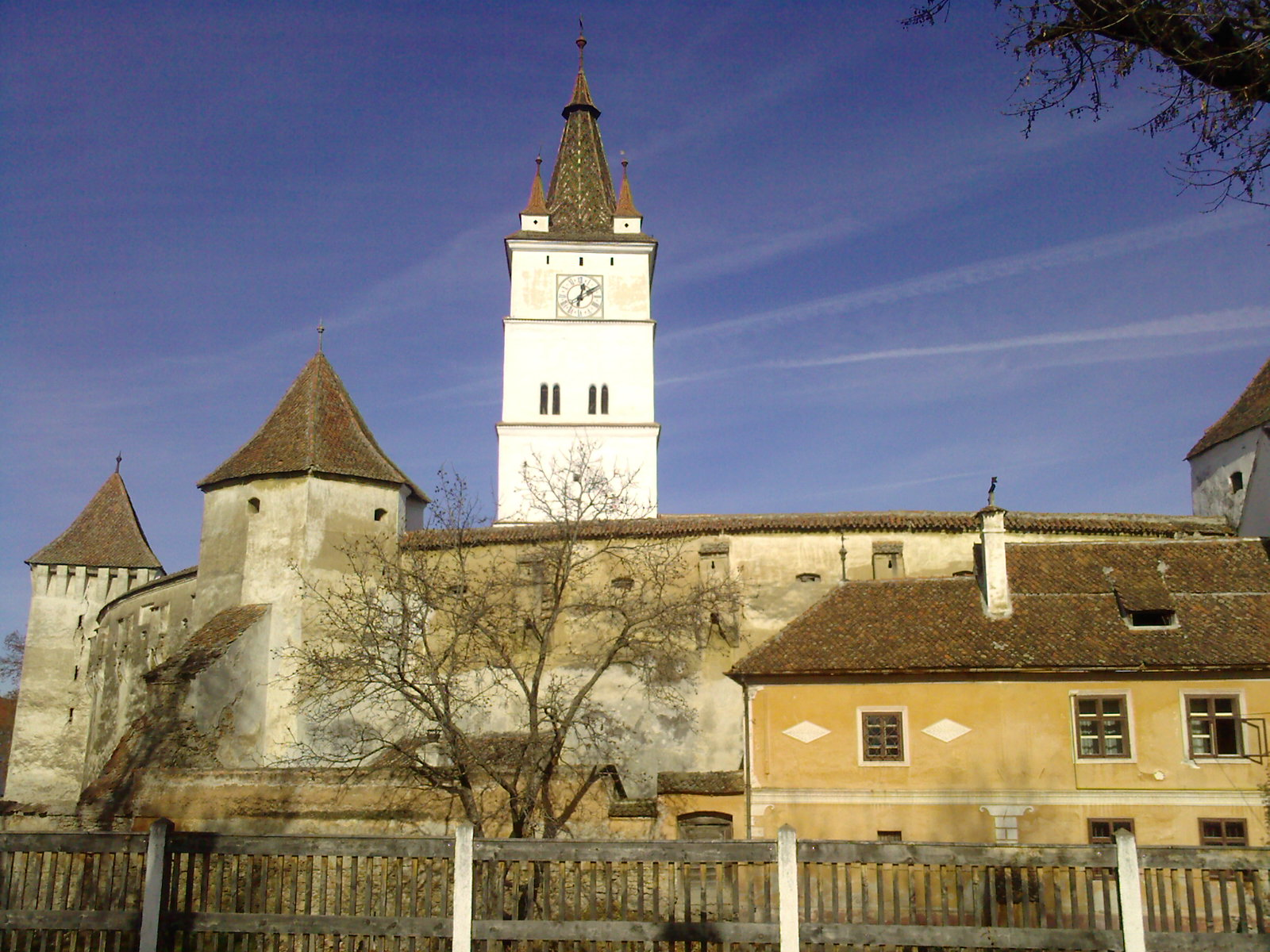
L'església, visió general

En el seu telescopi hi ha pintat sobre un fons blau cobalt un símbol de sacrifici, el pelicà que alimenta els seus pollets amb la seva pròpia carn. A banda i banda del portal s'aïllen, tant a l'interior com a l'exterior, amb les dues torres que allotgen les escales de cargol que condueixen a les tribunes. Al segle xv, la comunitat va intentar transformar la basílica en un estil gòtic, però les obres no van continuar més enllà del pis del campanar, que amb els seus 32 metres es va convertir en el més alt de la Țara Bârsei. A la planta baixa, el campanar sembla un pòrtic de volta de creueria amb nervadures gruixudes de perfil típic cistercenc. El tercer nivell té tres nínxols amb muralles, com el següent, sent les campanes al cinquè nivell. Els nivells superiors es van afegir dos segles més tard i estan construïts amb toba calcària. El camí de la guàrdia va durar fins al segle XVIII. Un element interessant és el rellotge amb un sol punter, que indica les hores i les dates del segle XVI. Les torretes a les cantonades del terrat significaven, com en el cas d'altres esglésies, l'autoritat del ius gladii que tenia l'Harman. L'exterior pintoresc de l'església és el rebost aixecat sobre les col·laterals i les seves escales mecàniques.

## Fortificació
La fortificació que envolta l'església es va construir al segle xv. Consta d'un triple cordó de cortines concèntriques, semblant a la fortificació de Sânpetru. El mur exterior més curt, de només 4,5 metres d'alçada, estava destinat a protegir la base del recinte. Paral·lelament, va establir el límit de la séquia d'aigua que envoltava la fortalesa. Ja no es conserva el tercer cordó de cortines que envoltava d'aigua la séquia. El mur interior, de 12 metres d'alçada, estava dotat de set torres al davant. Tot el recinte estava cobert amb un camí de guàrdia, com a Prejmer o Sânpetru, que comunicava amb totes les torres. Aquí, les mandíbules s'alternaven amb muralles amb marcs de fusta que tancaven. Com que al nord era una zona pantanosa, la muralla de la fortalesa era més baixa i només estava equipada amb forats d'abocament. Davant de l'entrada hi havia una barbacana amb dues grades, i a sobre hi havia la torre dels carnissers. A principis del segle XVII es va aixecar l'edifici amb la passarel·la curta d'entrada, semblant al de Prejmer.

## Objectiu commemoratiu
El monument es troba a l'interior de l'Església Ortodoxa a la comuna de Harman i consta d'una creu i una placa commemorativa. Va ser construït gràcies als esforços de Ioan Corbu i la seva dona, l'any 1978, per honrar la memòria dels herois romanesos que van caure a les dues guerres mundials. La creu té una alçada d'1,8 m i està feta, com la placa commemorativa, de marbre blanc. A la placa hi ha inscrita una placa, seguida dels noms de 49 herois que van morir a la Primera Guerra Mundial i els noms de 22 herois que van caure a la Segona Guerra Mundial.

## Galeria d'imatges

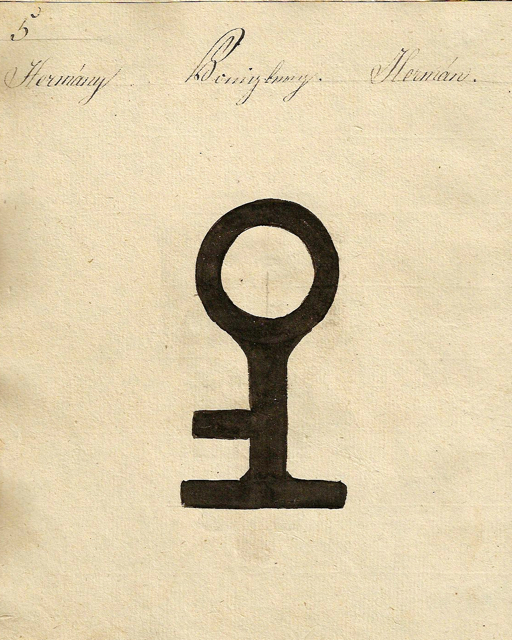
1826 - Danga per al bestiar a Harman

## Fills il·lustres
- Vasile Velican (1904-1984), enginyer agrònom, membre corresponent de l'Acadèmia Romanesa
- Michael Trein (1935-2015), polític sas